# Nykøbing Falster Kommune
| Strukturdaten       | Strukturdaten        |
| ------------------- | -------------------- |
| Sitz der Verwaltung | Nykøbing Falster     |
| Fläche              | 133,8 km²            |
| Einwohner           | 25.464 (2006)        |
| Kommune seit 2007   | Guldborgsund Kommune |

Nykøbing Falster Kommune war bis Dezember 2006 eine dänische Gemeinde im damaligen Storstrøms Amt. Im Januar 2007 wurde sie mit den Gemeinden Sydfalster, Nysted, Nørre Alslev, Sakskøbing und Stubbekøbing zur Kommune Guldborgsund zusammengeschlossen.